# Den anale fase
Den anale fase er en betegnelse der er brugt af Sigmund Freud til at beskrive en del af et barns udvikling. Den anale fase er aldersperioden 18 måneder – 3 år; I denne fase er endetarmsåbningen og afføring det, der forbindes med lyst og interesse. Kontrol over endetarmens lukkemuskel udvikles i denne periode. Barnet lærer i denne periode at gå, tale og sætte sin vilje igennem. Jeg'et dannelse er i fuld gang. Og barnet udvikler selvstændighed.